# Aatif Chahechouhe
Aatif Chahechouhe (Fontenay-aux-Roses, 2 juli 1986) is een Marokkaans oud-voetballer die bij voorkeur als aanvaller speelde. Tussen 2014 en 2016 speelde Chahechouhe voor Marokko.

## Clubcarrière
Chahechouhe speelde in Frankrijk voor RC Paris, CS Sedan, Saint-Gratien, Noisy-le-Sec en AS Nancy. In januari 2012 trok hij transfervrij naar het Bulgaarse Tsjernomorets, waar hij tien doelpunten maakte in vijftien competitiewedstrijden. Zijn prestaties trokken de aandacht van het Turkse Sivasspor, dat 800.000 euro op tafel legde voor de aanvaller. Op 18 augustus 2012 debuteerde hij in de Süper Lig tegen Gaziantepspor. Eén week later maakte de Marokkaans international zijn eerste competitiedoelpunt tegen Mersin İdman Yurdu. In zijn eerste seizoen maakte hij zes doelpunten in achtentwintig competitiewedstrijden. Het seizoen erop maakte Chahechouhe zeventien doelpunten in vierendertig competitiewedstrijden en werd daarmee topschutter van de competitie. In 2016 trok hij naar Fenerbahçe SK.

## Interlandcarrière
Chahechouhe maakte op 23 mei 2014 zijn eerste interlanddoelpunt voor Marokko in een vriendschappelijke interland tegen Mozambique.